# 硝呋莫司
硝呋莫司（Nifurtimox）是用於治療恰加斯病及非洲人類錐蟲病的藥物。此外，此藥也可與依氟鳥氨酸（eflornithine）共同使用在治療睡眠障礙患者的硝呋莫司-依氟鳥氨酸療程中。在治療恰加斯病時，苯乙硝唑是首選藥物，本品則屬第二線治療藥物。此藥是以口服方式給予。
常見副作用包括有腹痛、頭痛、噁心及體重減輕。在動物試驗中發現可能會提高癌症的風險，但在人類試驗中沒有出現這樣的問題。孕婦或是有明顯腎臟及肝臟疾病的患者，不建議使用本品。此藥物是一種硝基呋喃。
硝呋莫司在1965年開始用在醫藥上。本品列名於世界卫生组织基本药物标准清单中，是醫療系統中有效且安全的藥物之一。此藥物不在美國及加拿大販售，美国疾病控制与预防中心可以提供此藥物。2013年一個療程的藥費約為20美金。世界衛生組織會免費提供藥物給恰加斯病及非洲人类锥虫病的流行地區。